# Stazione di Sesto Campano
Stazione di Termoli vasútállomás Olaszországban, Molise régióban, Sesto Campano településen.

## Vasútvonalak
Az állomást az alábbi vasútvonalak érintik:
- Termoli–Venafro-vasútvonal

## Kapcsolódó állomások
A vasútállomáshoz az alábbi állomások vannak a legközelebb: 
- Stazione di Vairano-Caianello